# Ng'homolwa
Ng'homolwa è una circoscrizione rurale (rural ward) della Tanzania situata nel distretto di Mbogwe, regione di Geita. Conta una popolazione di 6 631 abitanti (censimento 2012).